# Paradidyma palpalis
Paradidyma palpalis là một loài ruồi trong họ Tachinidae.